# Pacoa
Pacoa è un distretto dipartimentale della Colombia facente parte del dipartimento di Vaupés.